# Белуга (подводная лодка)
«Белуга» — российская подводная лодка начала XX века, пятый корабль проекта Holland-VIIR (тип «Сом»).

## Постройка
Подводная лодка «Белуга» была заложена 10 мая 1904 года на Невском судомеханическом заводе в Санкт-Петербурге. Спуск на воду состоялся в 1905 году. В ноябре того же года совместно с однотипными лодками «Пескарь» и «Лосось» перешла в Либаву для достройки и испытаний. В мае 1906 года вступила в строй.

## Служба
2 мая 1906 года зачислена в учебный отряд подводного плавания с базированием на Либаву.
В 1907—1911 годах использовалась как учебный корабль, неоднократно участвовала в учениях, флотских манёврах, испытаниях, экспериментах, осуществляла торпедные стрельбы. В 1908 году при совместной буксировке двух лодок плавбазой «Хабаровск» на «Белугу» навалилась однотипная «Стерлядь», нанеся небольшие повреждения. В 1909 году прошла капитальный ремонт, получила дизельный двигатель вместо керосиномотора.
25 марта 1912 года включена в боевой состав Балтийского флота, вошла в 1-й дивизион отряда подводного плавания, базировалась на Ревель.
18 апреля 1913 года в Либавском канале столкнулась с миноносцем «Внушительный», врезалась в его борт, нанесла надводную пробоину в районе носовой кочегарки. У самой лодки были повреждены крышка торпедного аппарата и надстройка.
18 мая 1913 года участвовала в успешных испытаниях системы подачи воздуха на затонувшую подводную лодку. «Белуга» лежала на грунте, а водолаз подключил воздушный шланг к специальному ниппелю. С 23 июля снова причислена к учебному отряду.
Во время Первой мировой войны участвовала в боевых действиях, несла дозорную службу на Або-Оландской шхерной позиции, базировалась близ Мариехамна, у острова Мункхольм. В 1914 году совершила пять боевых походов в поисках вражеских кораблей, замеченных береговыми постами. Однажды это оказались нейтральные шведы, другой раз обнаружила уходящий крейсер «Аугсбург», который догнать не могла. В остальных случаях контактов не имела.
Зимовала в Ревеле. В марте 1915 года командир лодки, лейтенант фон Дихт, был награждён орденом Святой Анны III степени с мечами. Как только сошёл лёд — перешла в Мариехамн.
В 1915 году продолжала нести позиционную службу в шхерном районе, совершила пять боевых патрулирований.
Начиная с 1916 года базировалась в Ревеле, в боевых действиях участия не принимала, использовалась для учёбы.
25 октября 1917 года вошла в состав Красного Балтийского флота, однако уже осенью сдана к порту на хранение. В феврале 1918 года в полуразобранном состоянии захвачена германскими войсками, затем вывезена в Германию и разделана на металлолом.

## Командиры
- 1905—1907: А. А. Андреев 1-й
- 1905: Ризнич, Иван Иванович (временно исполняющий должность)
- 1907—1908: П. В. Волков 2-й
- 1908—1911: Н. К. Нордштейн
- 1911—1914: И. В. Мессер 1-й
- 1914—1916: Г. Е. Фон Дихт (10 боевых походов)
- 1916: П. И. Лазаревич-Шепелевич
- 1916—1917: В. Н. Хомутов 2-й